# Deroceras agreste
Loche blanche
Espèce
Deroceras agreste, la Loche blanche, est une espèce de limaces terrestres de la famille des Agriolimacidae,.

## Dénominations
- Nom scientifique valide : Deroceras agreste (Linnaeus, 1758)[4],
- Nom normalisé : Loche blanche, depuis 2010[5],
- Autres noms vulgaires (vulgarisation scientifique) : Limace agreste[6], Loche commune, Petite limace grise[7], Limace grise, Loche[8].

## Description

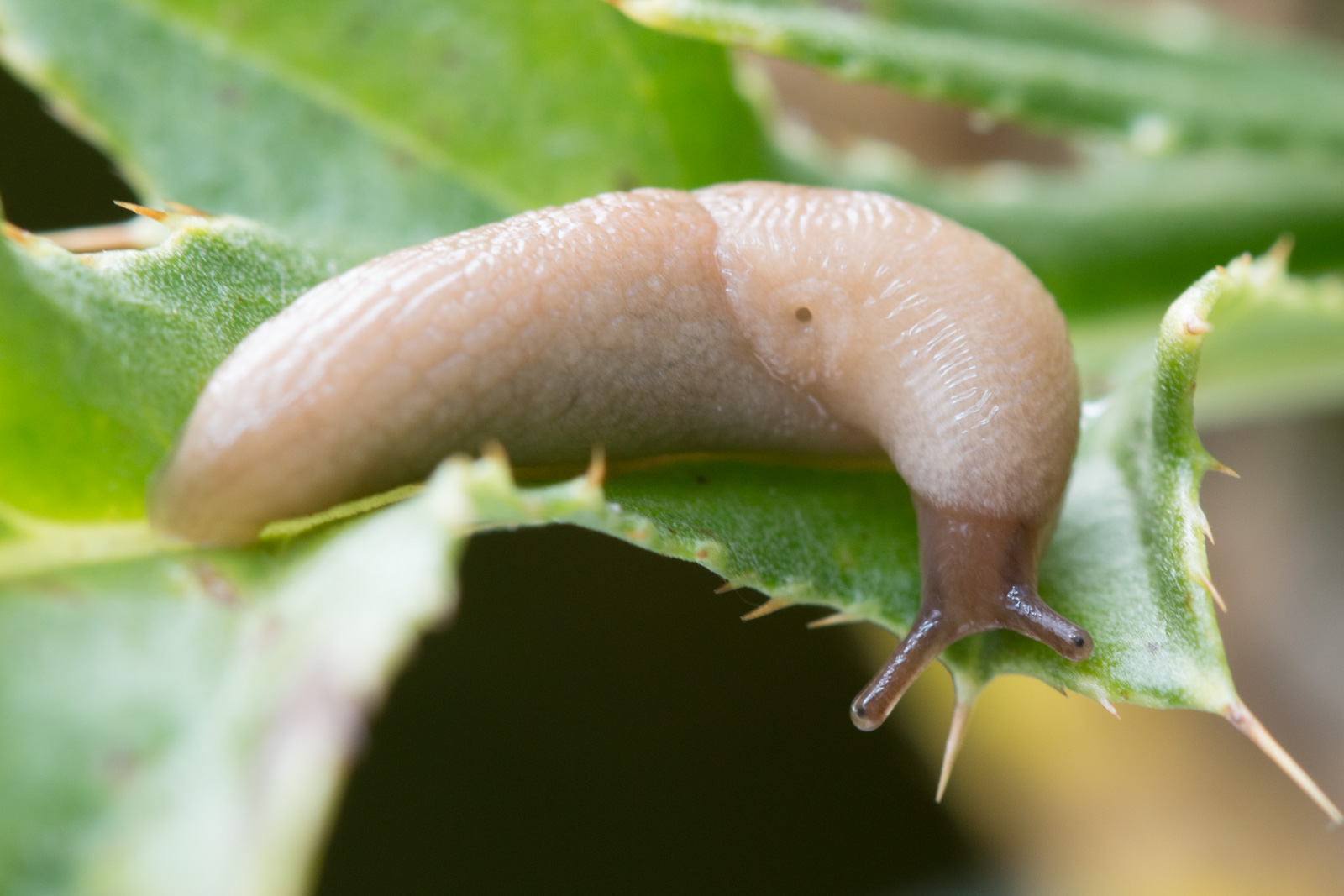
sur une feuille

Cette limace brun pâle a une tête plus sombre avec des tentacules. Elle mesure 5 cm de long. Son mucus est clair mais devient blanc quand elle est menacée.
Elle se nourrit de plantes vivantes ou mortes et est considérée comme ravageur en agriculture pour des espèces comme la laitue. Sa durée de vie est d'environ un an.

anatomie de Deroceras agreste en dessin

## Habitat et distribution
Elle a pour habitat les herbages, les lisières fraîches et humides ainsi que les marais.
Cette espèce est originaire d'Asie, d'Europe centrale et du Nord.